# Sucker Punch (film 2011)
Sucker Punch è un film del 2011 diretto da Zack Snyder.
Il regista Snyder è anche autore del soggetto, coautore della sceneggiatura con Steve Shibuya e produttore insieme a Deborah Snyder.
Il cast, quasi esclusivamente al femminile, comprende Emily Browning, Vanessa Hudgens, Abbie Cornish, Jamie Chung e Jena Malone.
Zack Snyder ha descritto il film come «la cosa più folle che abbia mai scritto», un «Alice nel Paese delle Meraviglie con le mitragliatrici», con draghi, bombardieri B-25 e case chiuse. Deborah Snyder, moglie e socia di produzione di Zack, ha concluso dicendo «in fin dei conti, questa è la storia di una ragazza che deve sopravvivere e di ciò che deve passare per farlo».
Il film presenta una realtà a tre livelli diversi. La prima è costituita da un manicomio, la seconda viene presentata come una strana casa chiusa d'alto bordo, mentre la terza è un mondo fantasy, molto simile ad un videogioco.

## Trama
Negli anni Cinquanta, la giovane Babydoll, accusata ingiustamente di aver ucciso la sorella in un attacco di pazzia, viene portata dal patrigno nell'istituto di igiene mentale Lennox House for the Mentally Insane. L'uomo intende farla lobotomizzare per impedirle di rivelare alla polizia che in realtà l'omicidio è stato commesso intenzionalmente da lui che, grazie alla morte della figliastra più piccola e all'internamento di Babydoll, diverrà l'unico beneficiario dell'ingente eredità che la madre delle due ragazze ha lasciato loro. Cinque giorni prima di subire la lobotomia, Babydoll scivola in una fantasia onirica ambientata in un colorato e decadente bordello burlesque, in cui lei è stata portata per ballare e compiacere un misterioso "Giocatore", che arriverà entro cinque giorni. Qui farà la conoscenza di Rocket, sua sorella maggiore Sweet Pea, Blondie e Amber, detenute/ballerine che come lei sognano di fuggire.
Durante una lezione di danza della maestra Vera Gorski, Babydoll - cercando di concentrarsi sulla musica - si immagina in un tempio nel Giappone feudale, dove incontra l'uomo saggio, che le suggerisce come scappare dall'istituto, dicendo che le serviranno cinque oggetti: una mappa, un fuoco, un coltello e una chiave. Il quinto è un mistero e l'uomo le dice che sarà un atto di sacrificio che dovrà scoprire, prima che la inciti a difendersi contro tre demoni samurai con la katana e la colt M1911 che le ha consegnato. Sconfitti i demoni, la danza finisce e Babydoll si ritrova nel bordello, dove viene applaudita da tutti e lascia il direttore dell'istituto, Blue Jones, molto impressionato.
Babydoll propone il piano di fuga alle altre che, seguendo le indicazioni del vecchio, iniziano a cercare i primi quattro oggetti. Sweet Pea, seppure non convinta, si offre per recuperare la mappa dall'ufficio di Blue, mentre Babydoll lo distrae danzando. Durante la danza si ritrova proiettata in una battaglia della prima guerra mondiale dove affronta, in compagnia delle amiche, dei soldati tedeschi già morti, che si muovono grazie ad una tecnologia steampunk, per rubare loro la mappa. La ragazza continua con i suoi spettacoli di danza per distrarre coloro a cui le altre ragazze dovranno rubare un oggetto. Sottraggono così l'accendino durante un'esibizione organizzata per il sindaco, affrontando - durante la danza - un drago in un castello assediato.
Blue inizia a sospettare che le ragazze tramino qualcosa e le avverte che la pagheranno cara. Sweet Pea dice di voler rinunciare e Blondie, sopraffatta dalla situazione, si ritrova a confessare tutto a Madame Gorski e a Blue. Le altre tre, indecise se continuare o meno, vengono raggiunte da Sweet Pea, che non vuole che si facciano uccidere. Cercano di sottrarre al cuoco il coltello distraendolo con lo stesso metodo. Sweet Pea danzando si ritrova in un'ambientazione fantascientifica, mentre cerca con le compagne di fermare un treno che si sta dirigendo verso la città carico di una bomba. La musica tuttavia si interrompe per un guasto alla radio, il ballo viene interrotto e l'uomo si accorge dell'inganno, accoltellando a morte Rocket. Approfittando della confusione, Amber riesce comunque a sottrarre un coltello.
Blue, giunto sul posto, chiude Sweet Pea in un ripostiglio e, nel giorno dell'arrivo del "Giocatore", uccide Amber e Blondie come esempio per le altre ragazze. Quando però cerca di violentare Babydoll, la ragazza lo pugnala alla spalla, usando il coltello sottratto al cuoco, gli ruba la chiave passepartout dell'edificio e corre a liberare Sweet Pea. Insieme, le due appiccano un incendio per distrarre gli uomini di Blue e riescono a uscire dall'edificio. All'esterno però ci sono altre guardie e la protagonista capisce che il grande sacrificio di cui parlava l'uomo saggio era lei stessa. La ragazza si fa catturare dagli uomini, distraendoli, per lasciar fuggire la sua amica.
La scena ritorna all'istituto di igiene mentale, dove si scopre che il "Giocatore" è in realtà un medico che effettua interventi di lobotomia e che l'ha appena praticata su Babydoll. In seguito, l'uomo discute dell'intervento con la dottoressa Gorski – medico curante della ragazza – che conferma i danni provocati da Baby: l'incendio, aver ferito Blue con un coltello e aver fatto fuggire Pea, ma stranamente sembra che Rocket, Amber e Blondie non esistano, in quanto non vengono nominate. È quindi probabile che siano frutto della fantasia di Babydoll. La donna scopre inoltre che Blue ha falsificato la sua firma per l'autorizzazione alla lobotomia e lo fa arrestare poco prima che abusi di Babydoll, ormai completamente indifesa, ma con un'espressione serena, segno che forse era stanca di combattere. 
Sweet Pea, intanto, fuggita dall'istituto, cerca di salire su un autobus senza essere vista, ma viene notata da due poliziotti e fermata; l'autista, che si svela essere l'uomo saggio, copre la ragazza convincendo gli agenti ad allontanarsi, poi la lascia salire anche senza biglietto, rivelandole che "hanno tanta strada da fare".

## Personaggi
Babydoll (Emily Browning)
Protagonista del film, Babydoll, della quale non viene mai rivelato il vero nome anagrafico, è una ventenne che viene internata in un manicomio dopo aver tentato invano di uccidere il patrigno, che aveva ucciso la sua sorellina tredicenne in un impeto d'ira dopo aver scoperto che la moglie aveva lasciato la sua intera eredità esclusivamente alle due figlie, e fa ricadere le accuse dell'omicidio sulla figliastra maggiore, millantando la sua instabilità mentale. Giunta al manicomio, Babydoll architetta un piano per evadere dall'edificio e scongiurare il suo destino, consapevole del fatto che i medici intendono lobotomizzarla, e le altre ragazze, anch'esse degenti nel manicomio, decidono di aiutarla.
Sweet Pea (Abbie Cornish)
Una delle giovani degenti del manicomio e sorella maggiore di Rocket, Sweet Pea rappresenta una sorta di leader per tutte le ragazze del teatro, e sulle prime si dimostra molto cinica e diffidente riguardo al piano di evasione di Babydoll, ma alla quale parteciperà.
Rocket (Jena Malone)
Sorella minore di Sweet Pea, Rocket è una ragazza molto impulsiva e dal temperamento ribelle. A differenza della sorella, accetta con entusiasmo fin dall'inizio il piano di Babydoll, in quanto è stanca di tutti gli abusi e i soprusi che subisce nel manicomio.
Blondie (Vanessa Hudgens)
Blondie è una ragazza molto fragile ed emotiva, che prende tra mille paure ed incertezze la decisione di aggregarsi a Babydoll e alle altre ragazze nel piano di evasione.
Amber (Jamie Chung)
Amber, come Rocket, accetta con entusiasmo di unirsi al suo piano. Sebbene mostri una iniziale paura, Amber raggiunge presto molta determinazione, e si rivela essenziale in molte missioni.
Madame Vera Gorski (Carla Gugino)
La dottoressa Vera Gorski è una psichiatra che lavora presso il Lennox Institute, e che si avvale di una struttura chiamata "teatro" per permettere alle proprie pazienti di mettere in atto ciò che le turba, così da poterne analizzare e risolvere i problemi psichici. Nella realtà parallela è invece conosciuta come Madame Gorski, ed è un personaggio a metà tra un'insegnante e una maîtresse, che ha il compito di preparare le ragazze per i clienti di Blue, cercando talvolta di aiutare le ragazze a sopportare la dura situazione in cui si trovano.
Il Saggio (Scott Glenn)
Il Saggio è un uomo presente nella realtà parallela, che aiuta le ragazze nelle loro missioni, fornendo loro informazioni e suggerimenti. È lui a suggerire a Babydoll come evadere, e con quali mezzi. Nella realtà, è l'autista che guida il pullman che porterà a casa Sweet Pea. Non viene mai rivelato, se Baby l'abbia incontrato nella realtà
Blue Jones (Oscar Isaac)
Blue Jones è il capo staff del manicomio dove si trovano le ragazze. Nel subconscio di Babydoll, Blue è il proprietario della casa chiusa.
Il Giocatore/Dottore (Jon Hamm)
Il Giocatore è la versione del subconscio di Babydoll del medico neurochirurgo che effettua l'operazione di lobotomia a Babydoll. Nella realtà parallela, è un "cliente speciale" al quale saranno riservate le attenzioni di Babydoll.
Padre O'Rourke/Il Sindaco (Gerard Plunkett)
Padre O'Rourke è il patrigno di Babydoll, che nel suo subconscio veste il doppio ruolo di un mellifluo prete, cliente abituale della casa chiusa di Blue, e del Sindaco, un frequentatore abituale del bordello.

## Produzione
Sucker Punch era un personale progetto sviluppato da Snyder per diversi anni, per un totale di più di otto anni di sviluppo tra scritture di sceneggiatura e ritardi di produzione. Comunque, del progetto Snyder ne parlò per la prima volta nel marzo 2007. Il regista spiegò che il suo impegno in Watchmen lo avrebbe allontanato da un progetto in fase di sviluppo preliminare, Sucker Punch appunto. Shibuya, che è l'autore della partitura originale, ha aiutato Snyder nella scrittura della sceneggiatura; facendo sì che esso sia il primo film di Snyder che non sia basato su un lavoro esterno. Wesley Coller è servito da produttore esecutivo, affiancato dalla Cruel and Unusual Films di Zack e Deborah Snyder.
La Warner Bros. annunciò ufficialmente il film agli inizi del 2009 dopo il tiepido successo riscosso da Watchmen, primo film di Snyder per la Warner. Snyder aveva anche accennato per l'uso di interavittità Blu-Ray per il film. In accordo con Snyder, il titolo del film (let. "pugno a sorpresa", "conseguenze impreviste") è una sorta di riferimento alla cultura pop: «si tratta di ciò che spero il film trasmetta mentre lo guardi».
La preproduzione iniziò in Canada nel giugno 2009. Nel corso del processo, Snyder continuò a lavorare particolarmente sui concetti artistici e l'aspetto dei personaggi, rivelando, anzi, d'aver già girato alcune sequenze fantasy d'azione, spiegando come gli piacesse girare su una sceneggiatura originale da lui coscritta così da non dover sottostare a delle limitazioni per la creazione del mondo immaginario da filmare. Il fotografo Clay Enos fu incaricato di fotografare il set; dicendosi speranzoso «di vedere qualcosa di un po' sexy, un po' grintoso, un po' più eclettico».
Le scenografie furono affidate a Rick Carter mentre per la realizzazione degli effetti visivi furono chiamati 75 specialisti del settore della Animal Logic.

### Cast
Prima che iniziasse il processo di selezione del cast artistico nel marzo 2009, Snyder rivelò il suo cast ideale per il film tutto al femminile, dicendo che «ho già fatto tutto al maschile per 300, così sto facendo l'estremità opposta dello spettro», contraddicendo le precedenti linee guida impartite dalla Bros. nel 2007 con il «Non più donne nel ruolo principale».
Per prima cosa, Snyder avvicinò Amanda Seyfried per il ruolo guida di "Babydoll", dicendosi speranzoso di averla nel cast nelle interviste rilasciate poco dopo l'inizio delle trattative: «Lei è grande. Sarebbe bello se venisse». Nonostante le pressioni di Snyder di averla per la parte, l'attrice declinò l'offerta a causa del suo impegno nella serie Big Love per la HBO, le cui date di lavorazione erano in conflitto con quelle del film di Snyder. Alcuni giorni dopo l'inizio dei provini, Emily Browning fu confermata a sostituire la Seyfried.
Nel frattempo iniziarono le audizioni con altri possibili nomi per il cast: Abbie Cornish, Evan Rachel Wood, Emma Stone e Vanessa Hudgens. La Wood dovette rifiutare l'ingaggio per via dei suoi impegni nella serie True Blood della HBO e in Spider-Man 4, quest'ultimo ancora in stadio preliminare; fu poi sostituita da Jena Malone per interpretare "Rocket". Emma Stone a sua volta abbandonò la produzione a causa di conflitti di programmazione con altri precedenti impegni e fu sostituita da Jamie Chung per la parte di "Amber". La Hudgens prima di ottenere la parte dovette partecipare a diverse audizioni data l'insicurezza mostrata dai produttori e Snyder ad affidarle il ruolo, da lei definito come "duro" (ndt. caratterialmente). Ciascuna delle ragazze protagoniste possiede due personalità differenti, una per la realtà e una per i sogni.
Il cast femminile finale risultò dunque composta da Malone, Browning, Chung, Cornish e Hudgens. attirando l'attenzione della stampa data la natura intrigante dell'opera.
Carla Gugino fu provinata e confermata come "Mrs. Schultz", un'infermeria del manicomio; in precedenza aveva lavorato con Snyder in Watchmen. Jon Hamm fu scritturato per il ruolo di "High Roller", il gestore del bordello, nell'agosto 2009, seguito da Oscar Isaac lo stesso mese. Snyder confermò che Scott Glenn aveva firmato per apparire come "The Wiseman".

### Allenamento
Prima che iniziassero le riprese, il cast è stato impegnato in sedute d'allenamento che comprendevano preparazione fisica, arti marziali, coreografie di combattimento e uso delle spade per cinque giorni a settimana, sei ore al giorno. La preparazione ha coperto un periodo di dodici settimane, iniziando nel giugno 2009 a Los Angeles per proseguire, in parte, in concomitanza con le riprese in settembre. Le attrici hanno eseguito stacchi da terra con bilanciere con carichi fino a 95 kg per la preparazione fisica, seguite dagli stessi allenatori e coordinatori delle acrobazie di 300. All'allenamento ha partecipato l'intero cast, ma l'attrice Vanessa Hudgens, impegnata in quel periodo con le riprese di Beastly, è riuscita a seguire solo parte dell'allenamento svolto dalle colleghe.
Riguardo l'estenuante addestramento, Jamie Chung disse: «Fa impallidire 300. Ci sono gli stessi allenatori, quelli della 87eleven, Damon Caro e Logan Hood. È proprio come 300, ma con un cast di donne. È esaltante, qualcosa di molto potente. Ci son mitragliatrici. Le ragazze si sono allenate per tre mesi, potete immaginare. Quando sono arrivata mi sono detta: "oddio, ma dove mi sto cacciando?" So anche io il fatto mio, ma queste ragazze stanno lavorando duro e il team è molto unito».

### Riprese
Con una spesa di produzione di 82 000 000$, la lavorazione si è svolta tra Vancouver e Toronto dal 10 settembre 2009 al 22 gennaio 2010. Inizialmente, la data d'inizio riprese era fissata al giugno 2009, ma fu in seguito posticipata insieme a date di produzione e distribuzione.
Nel corso della lavorazione avanzata, Snyder espresse interesse nel riconvertire il film in postproduzione in tridimensionale. Dopo aver effettuato alcune prove e assistito alla visione di scene riconvertite da parte di diverse compagnie in concorso per un posto nel processo, il regista annunciò all'edizione 2010 del Comic-Con d'aver deciso di mantenere in formato tradizionale il film dopo mesi di indecisione: «Non sarà in 3D. Volevo farlo in 3D, ne abbiamo parlato molto e abbiamo visto molti test. Abbiamo guardato i test realizzati da un mucchio di compagnie che potenzialmente avrebbero riconvertito il film, ma alla fine non mi hanno convinto per niente. Il Regno di Ga'Hoole - La Leggenda dei Guardiani, l'altro film cui sto lavorando, è stato concepito e realizzato interamente in 3D, quello sì che funziona». Comunque, di trasformare l'opera in formato 3D ne aveva già discusso la Warner Bros. nei primi annunci di produzione; e Snyder aveva spiegato che sarebbe stato un processo completamente diverso.

## Colonna sonora
La musica gioca un ruolo fondamentale all'interno del film:
(Snyder sul film)
Sono state utilizzate canzoni attuali al fine di creare gli stati d'animo adatti, spiegando che la musica in Sucker Punch è importante tanto come fu per Moulin Rouge!, spiega Snyder. Dal momento che alcune parti si svolgono all'interno di un bordello la coreografia dei balli è stata guidata da Paul Becker. Carla Gugino, che interpreta una "signora" della casa chiusa, ha dovuto frequentare lezioni di canto per le scene inerenti al suo personaggio come coreografi dei balli cantati del bordello. Lo scenario del bordello comprende canzoni "sensuali", che Jamie Chung ha descritto come scene di danza fantasy.
Secondo la Chung, a partire dal settembre 2009 stava iniziando la registrazione delle tracce della colonna sonora. Oscar Isaac ha spiegato che per il film non sono state usate le canzoni originali ma arrangiamenti realizzati partendo dalla base musicale di esse.

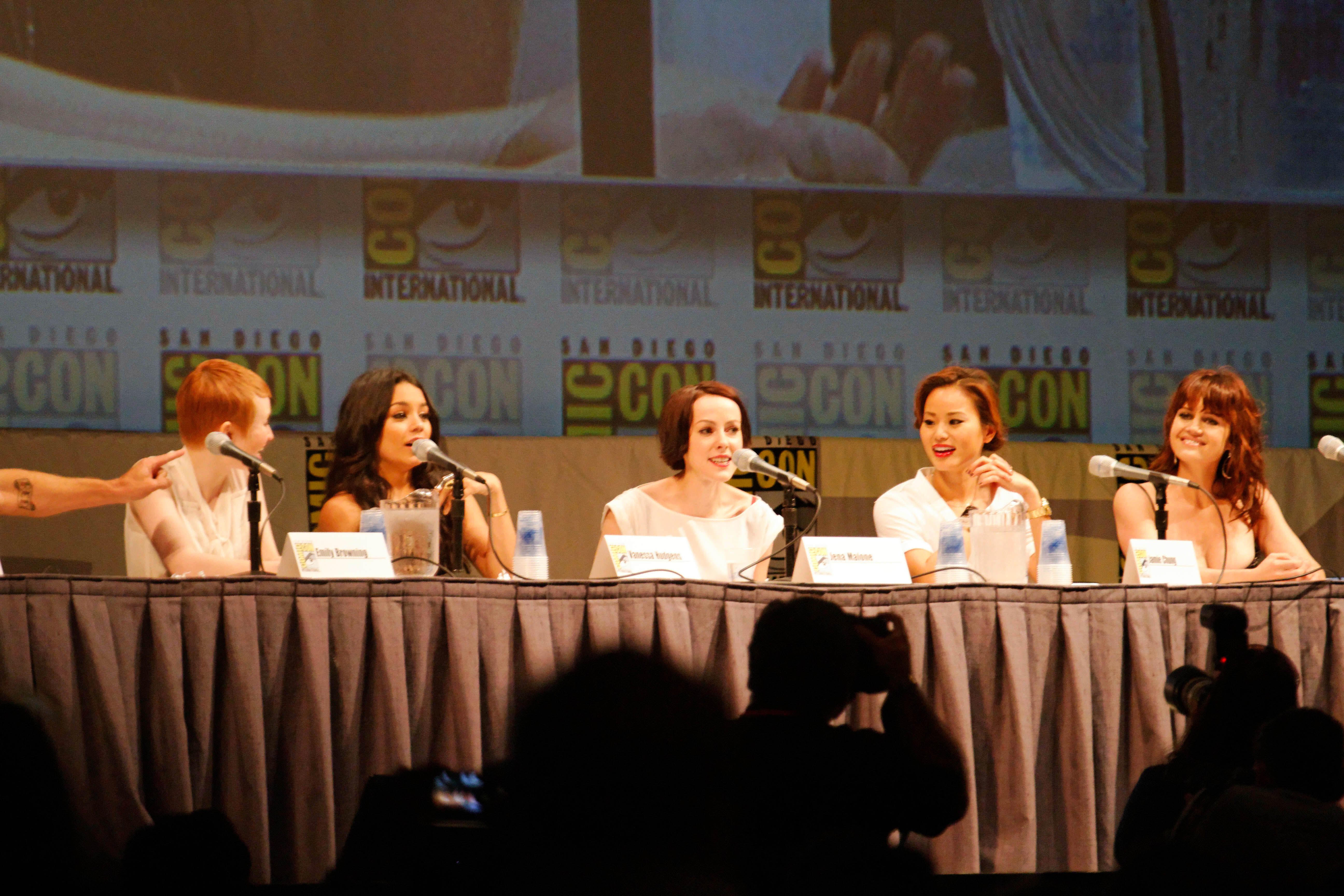
Il panel del film al San Diego Comic-Con International 2010.

Le canzoni White Rabbit di Jefferson Airplane e Love is the Drug di Roxy Music fanno parte della lista tracce, cantate dal cast o modificate per la situazione. Sul sito web ufficiale del film, è stato poi indicato come Tyler Bates (compositore di Watchmen) e Marius de Vries (compositore per Moulin Rouge!) avrebbero realizzato la colonna sonora.

### Tracce
1. Emily Browning – Sweet Dreams (Are Made of This) – 5:18
2. Björk e Skunk Anansie – Army of Me (Sucker Punch Remix) – 6:50
3. Emilíana Torrini – White Rabbit – 5:07
4. Queen e Armageddon aka Geddy – I Want It All / We Will Rock You (mash-up) – 5:07
5. Skunk Anansie – Search and Destroy – 4:24
6. Alison Mosshart e Carla Azar – Tomorrow Never Knows – 7:35
7. Yoav e Emily Browning – Where Is My Mind? – 6:08
8. Emily Browning – Asleep – 4:20
9. Carla Gugino e Oscar Isaac – Love Is the Drug – 4:12

## Promozione
Quando Snyder era a San Diego per il Comic-Con, ospite di una presentazione dal vivo in blu-ray di Watchmen, distribuì magliette raffiguranti i primi concetti artistici sviluppati per Sucker Punch da Alex Pardee della Snafu Comics.
Il film ha partecipato all'edizione 2010 del Comic-Con, durante la quale è stato mostrato un primissimo trailer e altre scene per svariati minuti di anteprima e pubblicizzati i personaggi attraverso la stampa di sei "character poster" (let. "locandine di personaggi") delle protagoniste. Il trailer ufficiale sarà distribuito il 24 settembre.

## Distribuzione
Il film era inizialmente previsto per uscire nelle sale cinematografiche statunitensi l'8 ottobre 2010, ma in seguito fu oggetto di un pesante rinvio che la portò a sistemarsi al 25 marzo 2011 per convenire alla riproduzione del film anche sotto formato IMAX nei cinema attrezzati.

### Divieti
Snyder spiegò che le scene di violenza avrebbero probabilmente riservato un visto censura "Rated-R" (riservato a un pubblico adulto) al film, ma che lui avrebbe lottato per ricevere un "Rated-PG-13" al fine di non compromettere il risultato finale del prodotto. Alla fine il film venne censurato con un "Rated-PG-13", nella versione cinematografica e con un visto censura "Rated-R", per la versione in DVD con l'aggiunta di 17 minuti.
Facendo una comparazione tra Sucker Punch e Il Signore degli Anelli, tutti e due film caratterizzati da una violenza quasi costante ma di carattere epico, Snyder spiegò che nel caso dei film di Jackson le commissioni di censura optarono per un visto adeguato alla visione di un vasto pubblico, nonostante le scene di combattimento, proprio per evitare di danneggiare il profitto economico di un'opera del genere; la stessa cosa, secondo lui, sarebbe dovuta accadere per il suo film.

## Accoglienza

### Incassi
Il film ha avuto un buon successo di pubblico, ma non molto al di sopra delle aspettative. Infatti, considerando il budget di produzione stimato in 82 000 000$, il film ne ha incassati in totale 89 792 502$, di cui 1 349 817$ in Italia.

### Critica
Il film ha ricevuto un'accoglienza negativa da parte della maggioranza dei critici. Su Rotten Tomatoes ha solo 23% di critica positiva, col seguente sottotesto: "È tecnicamente impressionante e carico di immagini accattivanti, ma senza dei personaggi o una trama che li supporti, i brividi visuali di Sucker Punch sono obsoleti."
Zack Snyder, durante la produzione del film, affermò: "Voglio che il film sia una storia figa e non un videogioco nel quale vai fuori di testa". Ironicamente, coloro che hanno bocciato il film lo paragonarono proprio ad un videogioco, come ad esempio la critica da parte del critico di Orlando Sentinel, che diede al film 1 stella su 5 affermando: "Un poco erotico e poco eccitante thriller erotico in formato da videogioco" oppure Nathan Rabin del The A.V. Club, che affermò: "Con le sue missioni per recuperare totem magici, livelli chiaramente delimitati, e l'azione non-stop, l'intruglio tintinnante di Snyder a volte pare meno un film e più un esteso trailer elaborato per il suo ridondante adattamento videoludico."